# Niels Hansen (1843-1927)
 Der er flere personer med dette navn, se Niels Hansen.
Niels Hansen (født 27. december 1843 i Kirke Skensved, død 29. juni 1927 i Gundsølille) var en dansk gårdejer, justitsråd og politiker.
Han var søn af gårdejer Hans Nielsen og Hustru Johanne Olsdatter i Kirke Skensved, men kom allerede som barn til Gundsølille, hvor hans fader havde købt en gård på 8 tdr. hartkorn. Han gik som barn i Tågenrup Skole og al den uddannelse og de kundskaber, som han var i besiddelse af ud over hvad skolen kunne bibringe ham, skyldte han sine gode evner og ihærdigt selvstudium, da han end ikke havde besøgt nogen højskole.
Hans politiske anskuelser blev tidlig vakt nemlig ved grundlovskampen i 1865-66. Han deltog da ligesom senere i 1870'ernes første år i en række møder på sin egn. I 1876 blev han opfordret til at stille sig i Roskildekredsen, men sagde nej. Dog året efter da Venstre delte sig ved Novemberforliget forstod han at der kunne være brug for ham han sluttede sig da til Christen Bergs politik og den 3. januar 1879 stillede han sig som radikal Venstremand mod den moderate gårdejer Hans Simonsen, men da denne imidlertid ved kåringen fik det største stemmetal trak Hansen sig tilbage. Højre tog kredsen, idet grev Scheel blev valgt. Atter ved valget den 24. maj 1881 stod Niels Hansen på valgtribunen som det bergske Venstres mand denne gang i Lejrekredsen imod Ludvig Holstein-Ledreborg. Han faldt, og dermed var hans forsøg på at nå ind i Folketinget forbi. Men han havde allerede da gentagne gange stået på valg til Landstinget; første gang i 1874, da han trak sig tilbage til fordel for Balthazar Christensen, og senere ved et suppleringsvalg, hvor han fik Venstres stemmer uden at opnå valg. I 2. kreds 30. september 1882 blev han så endelig valgt til Landstingsmand. Han var også medlem af Landstingets Finansudvalg og af Rigsretten fra 1903, tillige medlem af Tuberkulosekommissionen 1901.
Før da var han sognefoged 1871, sognerådsformand 1874-76, amtsrådsmedlem fra 1886-1910, var i bestyrelsen for gl. Roskilde Amts Landboforening 1884-1900, kontordags-bestyrer i Den sjællandske Bondestands Sparekasse 1886, landvæsenskommissær 1892, distriktsvurderingsmand i Creditkassen for Landejendomme i Østifterne 1896. Han var Dannebrogsmand.
Han var gift med Signe Marie f. Christensen (død 1909).